# 淡水黏鯔
淡水黏鯔（学名：Myxus capensis ）為輻鰭魚綱鯔形目鯔科的其中一種，分布於南非Breë河至Kosi灣，體長可達45公分，棲息在沿岸海域、河口區，成魚生活在海水，幼魚在晚冬及早春會游進淡水溪流，以藻類及底棲性無脊椎動物為食，可作為食用魚及觀賞魚。
其种加词“capensis”意为“南非开普省的/好望角的”。